# Kostel svatého Jana Nepomuckého (Královec)
Kostel svatého Jana Nepomuckého je sakrální stavba v centru obce Královec v okrese Trutnov. Jedná se o filiální kostel římskokatolické farnosti Žacléř.

## Historie
V roce 1923 byl v Královci (tehdejším Königshanu ve farnosti Bernartice) ustaven spolek pro výstavbu nového kostela, který by nahradil již nedostačující starší kapli stejného zasvěcení. Spolek pořádal řadu finančních sbírek a bylo rovněž rozesláno několik desítek tisíc dopisů s prosbami o příspěvky na stavbu kostela. Dne 10. srpna 1924 byl položen základní kámen ke stavbě. Řízení výstavby se ujal žacléřský stavitel Edmund Schubert. Veškeré stavební náklady byly pokryty výhradně z dobrovolných darů věřících (podobně, jako nedlouho předtím v blízkých Lamperticích). Část zařízení poskytl ze svého vyřazeného inventáře benediktinský klášter v polském Křesoboru, další zařízení bylo opět pořízeno z darů věřících. Dne 6. listopadu 1927 byly požehnány tři zvony pro kostelní věž. Svěcení dokončeného kostelíka pak proběhlo 5. srpna 1928.
V roce 1940 byly zvony z věže kostelíka nuceně zrekvírovány pro válečnou výrobu. V roce 1947 začaly snahy o pořízení alespoň jednoho nového zvonu. Byl dokonce již vytvořen projekt plánované podoby zvonu. Dodací lhůta zvonu byla několikrát prodloužena, až na podzim roku 1949 byla zakázka odložena na neurčito ze strany národního podniku Závody uměleckého kovářství s odůvodněním, že podnik nedisponuje dostatkem materiálu, potřebného pro ulití zvonu. Od dalších pokusů o pořízení zvonu bylo následně upuštěno.
Ve druhé půli 20. století postupně ustaly v kostelíku pravidelné bohoslužby a kostelík začal chátrat. V roce 1963 dostal kostel památkovou ochranu. Ta ovšem byla v roce 1985 zrušena s odůvodněním, že při zápisu do rejstříku památek byly uvedeny nepravdivé údaje. Dílčí opravy zchátralého kostela proběhly po roce 1990, v roce 1994 pak původní místní obyvatelé financovali zásadní rekonstrukci. V jejím rámci byl také do věže opět zavěšen zvon, přenesený druhotně z kostela sv. Martina v Javorníku u Trutnova, kde pro něj nebylo smysluplné využití.
Dlouhodobě neobsazená a upadající farnost Bernartice u Trutnova, na jejímž území se Královec původně nacházel, byla zrušena administrativním rozhodnutím královéhradeckého biskupství k 1. lednu 2006. Královec byl následně zahrnut do území římskokatolické farnosti Žacléř.

## Stavební podoba
Kostel je jednolodní stavba, jejímuž průčelí je představena štíhlá věž. Presbytář je odsazený, uzavřený do půlkruhové apsidy. Loď je obdélná, osvětlená ze dvou stran trojicí vysokých, půlkruhově uzavřených oken. Kostel nemá sakristii, pro uložení bohoslužebných potřeb a rouch sloužil prostor za oltářem. Nad obloukem presbytáře byl původně vyveden nápis gotizujícím písmem Heiliger Johannes, bitte bei Gott für uns. Tento nápis byl někdy po roce 1945 nahrazen ne zcela doslovným českým překladem ve znění Svatý Jene Nep. oroduj za nás při zachování gotizujícího písma. Původní sochy světců po stranách oblouku presbytáře byly později nahrazeny sochami Nejsvětějšího Srdce Páně a Panny Marie s dítětem.